# Saint-Fulgent
Saint-Fulgent é uma comuna francesa na região administrativa da Pays de la Loire, no departamento de Vendéia. Estende-se por uma área de 36,82 km². Em 2010 a comuna tinha 3 938 habitantes (densidade: 107 hab./km²).